# Ōsaki

Ōsaki (大崎市 Ōsaki-shi?) este un municipiu din Japonia, prefectura Miyagi. Municipiul a fost creat la 31 martie 2006 prin comasarea municipiului Furukawa, orașelor Iwadeyama și Naruko din districtul Tamatsukuri, orașelor Kashimadai, Matsuyama și Sanbongi din districtul Shida, și orașului Tajiri din districtul Tōda.